# Nurmo
Nurmo est une ancienne municipalité de l'ouest de la Finlande, dans la région d'Ostrobotnie du Sud.
Elle a fusionné le 1er janvier 2009 avec la ville de Seinäjoki.

## Géographie
Sa population s'élevait à 12 675 habitants pour une superficie de 361,88 km2, dont 14,81 km2 d'eau (31.12.2008).
Nurmo joue le rôle de banlieue de Seinäjoki, dont le centre ville est situé à seulement 6 km du centre administratif de la municipalité, et l'importante zone résidentielle d'Hyllykallio (toujours à Nurmo) est située à mi-chemin.
Nurmo a connu une croissance ininterrompue de sa population depuis 1963.
Outre cette zone urbaine à la frontière de Seinäjoki, le reste du territoire se partage entre champs, marécages et forêts, avec un relief pratiquement absent comme généralement en Ostrobotnie.

## Économie
La commune est une des premières productrices de viande de bœuf en Finlande, et compte une grosse usine de conditionnement du groupe Atria.

## Transports

### Liaisons routières
Nurmo est traversé par la nationale 18, axe est-ouest reliant Ylistaro à Jyväskylä et par la valtatie 19 reliant Seinäjoki à Uusikaarlepyy.
Partant de la nationale 18, la seututie 697 mène à Kuortane, Lehtimäki, Soini et  Karstula.
Les distances aux villes principales :
- Jyväskylä 200 km
- Karstula 110 km
- Lapua 17 km
- Seinäjoki 7 km
- Uusikaarlepyy 90 km
- Vaasa 80 km

### Liaisons ferroviaires
Nurmo est desservi par la ligne d'Haapamäki à Seinäjoki et par la ligne de Seinäjoki à Oulu.

## Personnalités
- Juha Mäenpää (1971-), député finlandais
- Harri J. Rantala (né en 1980), réalisateur finlandais
- Kustaa Pihlajamäki (1902-1944), champion olympique de lutte
- Liisa Kauppinen  (née en 1939), militante sourde